# Ruchenna
Ruchenna [ruˈxɛnna] är en by i Powiat kolski i det polska vojvodskapet Storpolen. Powiercie är beläget 4 kilometer norr om Koło och 118 kilometer öster om Poznań.